# Leichtathletik-Länderkampf der Frauen 1982 BR Deutschland – Polen / BR Deutschland – Niederlande – Polen
| 5./6. Leichtathletik-Länderkampf mit bundesdeutscher Beteiligung 1982                   | 5./6. Leichtathletik-Länderkampf mit bundesdeutscher Beteiligung 1982 |
| --------------------------------------------------------------------------------------- | --------------------------------------------------------------------- |
|                                                                                         |                                                                       |
| Ländervergleich der Frauen: BR Deutschland – Polen BR Deutschland – Niederlande – Polen |                                                                       |
| Austragungsort                                                                          | Frankfurt/Main                                                        |
| Wettbewerbe                                                                             | 15                                                                    |
| Datum                                                                                   | 11./12. Juni                                                          |
| 1. FRG 2. POL                                                                           | 85 P 70 P                                                             |
| 1. FRG 2. POL 3. NLD                                                                    | 44 P 40 P 17 P                                                        |
| Chronik                                                                                 |                                                                       |
| ← FRG-ITA-POL (M)                                                                       | BGR-FRG/FRG-YUG (F) →                                                 |

Die Vergleiche fünf und sechs des Länderkampfjahres 1982 wurden in der ersten Veranstaltung der Saison ausgetragen, in der drei Nationen antraten, die jedoch nicht gemeinsam wie in einem Dreiländerkampf, sondern getrennt gewertet wurden. Am 11./12. Juni trafen sich dazu die bundesdeutschen Frauen zum einen mit Polen und zum anderen mit Polen und den Niederlanden. Das Event fand gleichzeitig mit dem Männervergleich gegen Italien und Polen in Frankfurt am Main statt.
Dreizehn Mal war die Bundesrepublik in Zweiländerkämpfen zuvor auf Polen getroffen. Acht Mal hatten die bundesdeutschen Leichtathletinnen gesiegt, fünf Mal die Polinnen. Darüber hinaus hatte es im Vorjahr ein weiteres Aufeinandertreffen unter Beteiligung von Großbritannien gegeben, das die Britinnen vor der Bundesrepublik und Polen gewonnen hatten.
Die Niederlande war in zwölf vorangegangenen Zweiländerkämpfen Gegner der bundesdeutschen Leichtathletinnen gewesen. Die letzte dieser Begegnungen lag 21 Jahre zurück. 1968 hatte es außerdem einen Vergleich gegeben, an dem Rumänien als drittes Land beteiligt war. Alle diese Vergleiche waren an die Bundesrepublik gegangen.

## Modus
Auf dem Programm standen neben den bei Frauenländerkämpfen üblichen dreizehn Disziplinen, die den olympischen Wettbewerbskatalog komplett abdeckten, zwei weitere Rennen über 3000 Meter und 400 Meter Hürden. Die beiden zusätzlichen Disziplinen wurden 1984 in den olympischen Katalog für Frauen aufgenommen. Am Start waren im Zweiländerkampf gegen Polen wie üblich zwei Teilnehmerinnen je Land und Wettbewerb. Im Dreiervergleich Deutschland – Polen – Niederlande wurde nur je eine Athletin aus Polen und der Bundesrepublik je Wettbewerb und Land gewertet. Aus den Niederlanden war nur eine Vertreterin je Disziplin am Start.
Die Wertung im Zweiländerkampf erfolgte nach dem Standardsystem. Im Dreiervergleich wurden für Platz eins in allen Wettbewerben einschließlich der Staffeln vier Punkte vergeben, für Rang zwei gab es zwei Punkte und für Rang drei einen Punkt.

## Ergebnis
Im Dreiländerkampf teilten Polen und die Bundesrepublik alle Disziplinwertungen unter sich auf, sodass die Gewinnerinnen dieser Wertungen identisch waren mit denen des Zweiländervergleichs. In den Einzelläufen setzten sich Polens Vertreterinnen gegenüber den bundesdeutschen Athletinnen mit fünf gegenüber drei Disziplinerfolgen durch. Auch die Staffeln gingen beide an Polen. In den technischen Wettbewerben war dagegen das bundesdeutsche Team hoch dominant. Ausnahmslos alle Wertungen in diesen Kategorien sicherten sich die bundesdeutschen Sportlerinnen. Das gab am Ende den Ausschlag für den Ausgang der Länderkämpfe. Gegen Polen lautete der Endstand 85 zu siebzig Punkte für die Bundesrepublik Deutschland. In der Dreierbegegnung siegten die bundesdeutschen Frauen mit 44 Punkten knapp vor den Polinnen, die auf vierzig Punkte kamen. Die Niederländerinnen belegten mit siebzehn Punkten abgeschlagen den dritten Platz.

## Legende
Kurze Übersicht zur Bedeutung der Symbolik – so üblicherweise auch in sonstigen Veröffentlichungen verwendet:
| DNF | nicht im Ziel (did not finish) |
| DSQ | disqualifiziert                |

## Einzelresultate

### 100 m
| Platz | Athletin          | Land | Zeit (s) | Länderkampfwertung   | Länderkampfwertung |
| ----- | ----------------- | ---- | -------- | -------------------- | ------------------ |
| 1     | Heidi-Elke Gaugel | FRG  | 11,60    | 1. FRG 2. POL        | 8 P 3 P            |
| 2     | Nelli Cooman      | NLD  | 11,76    | 1. FRG 2. POL        | 8 P 3 P            |
| 3     | Monika Hirsch     | FRG  | 11,76    | 1. FRG 2. NLD 3. POL | 4 P 2 P 1 P        |
| 4     | Anna Slipiko      | POL  | 11,77    | 1. FRG 2. NLD 3. POL | 4 P 2 P 1 P        |
| 5     | Ewa Kasprzyk      | POL  | 11,88    | 1. FRG 2. NLD 3. POL | 4 P 2 P 1 P        |

Datum: 11. Juni
Wind: −0,7 m/s

### 200 m
| Platz | Athletin            | Land | Zeit (s) | Länderkampfwertung   | Länderkampfwertung |
| ----- | ------------------- | ---- | -------- | -------------------- | ------------------ |
| 1     | Ewa Kasprzyk        | POL  | 23,80    | 1. POL 2. FRG        | 6 P 5 P            |
| 2     | Monika Hirsch       | FRG  | 23,88    | 1. POL 2. FRG        | 6 P 5 P            |
| 3     | Claudia Steger      | FRG  | 23,89    | 1. POL 2. FRG 3. NLD | 4 P 2 P 1 P        |
| 4     | Ilona Pakula        | POL  | 23,93    | 1. POL 2. FRG 3. NLD | 4 P 2 P 1 P        |
| 5     | Lilian van den Harn | NLD  | 24,94    | 1. POL 2. FRG 3. NLD | 4 P 2 P 1 P        |

Datum: 12. Juni
Wind: +0,4 m/s

### 400 m
| Platz | Athletin             | Land | Zeit (s) | Länderkampfwertung   | Länderkampfwertung |
| ----- | -------------------- | ---- | -------- | -------------------- | ------------------ |
| 1     | Genowefa Błaszak     | POL  | 52,33    | 1. POL 2. FRG        | 7 P 4 P            |
| 2     | Claudia Steger       | FRG  | 52,73    | 1. POL 2. FRG        | 7 P 4 P            |
| 3     | Grażyna Oliszewska   | POL  | 53,43    | 1. POL 2. FRG 3. NLD | 4 P 2 P 1 P        |
| 4     | Christiane Brinkmann | FRG  | 53,71    | 1. POL 2. FRG 3. NLD | 4 P 2 P 1 P        |
| 5     | Ingrid Stoot         | NLD  | 54,27    | 1. POL 2. FRG 3. NLD | 4 P 2 P 1 P        |

Datum: 11. Juni

### 800 m
| Platz | Athletin         | Land | Zeit (min) | Länderkampfwertung   | Länderkampfwertung |
| ----- | ---------------- | ---- | ---------- | -------------------- | ------------------ |
| 1     | Wanda Stefanska  | POL  | 2:01,54    | 1. POL 2. FRG        | 7 P 4 P            |
| 2     | Simone Büngener  | FRG  | 2:03,67    | 1. POL 2. FRG        | 7 P 4 P            |
| 3     | Anna Rybicka     | POL  | 2:03,84    | 1. POL 2. FRG 3. NLD | 4 P 2 P 1 P        |
| 4     | Petra Kleinbrahm | FRG  | 2:04,64    | 1. POL 2. FRG 3. NLD | 4 P 2 P 1 P        |
| 5     | Elly van Hulst   | NLD  | 2:06,85    | 1. POL 2. FRG 3. NLD | 4 P 2 P 1 P        |

Datum: 12. Juni

### 1500 m
| Platz | Athletin          | Land | Zeit (min) | Länderkampfwertung   | Länderkampfwertung |
| ----- | ----------------- | ---- | ---------- | -------------------- | ------------------ |
| 1     | Martina Krott     | FRG  | 4:14,52    | 1. FRG 2. POL        | 8 P 3 P            |
| 2     | Brigitte Kraus    | FRG  | 4:15,05    | 1. FRG 2. POL        | 8 P 3 P            |
| 3     | Jolanta Januchta  | POL  | 4:15,30    | 1. FRG 2. POL 3. NLD | 4 P 2 P 1 P        |
| 4     | Celina Sokolowska | POL  | 4:16,17    | 1. FRG 2. POL 3. NLD | 4 P 2 P 1 P        |
| 5     | Anna Monsman      | NLD  | 4:21,71    | 1. FRG 2. POL 3. NLD | 4 P 2 P 1 P        |

Datum: 12. Juni

### 3000 m
| Platz | Athletin          | Land | Zeit (min) | Länderkampfwertung   | Länderkampfwertung |
| ----- | ----------------- | ---- | ---------- | -------------------- | ------------------ |
| 1     | Birgit Friedmann  | FRG  | 08:58,22   | 1. FRG 2. POL        | 8 P 3 P            |
| 2     | Charlotte Teske   | FRG  | 09:00,60   | 1. FRG 2. POL        | 8 P 3 P            |
| 3     | Elly van Hulst    | NLD  | 09:06,15   | 1. FRG 2. NLD 3. POL | 4 P 2 P 1 P        |
| 4     | Stanislawa Fedyk  | POL  | 09:30,90   | 1. FRG 2. NLD 3. POL | 4 P 2 P 1 P        |
| 5     | Celina Sokolowska | POL  | 10:06,55   | 1. FRG 2. NLD 3. POL | 4 P 2 P 1 P        |

Datum: 11. Juni

### 100 m Hürden
| Platz | Athletin         | Land | Zeit (s) | Länderkampfwertung   | Länderkampfwertung |
| ----- | ---------------- | ---- | -------- | -------------------- | ------------------ |
| 1     | Lucyna Kałek     | POL  | 13,03    | 1. POL 2. FRG        | 8 P 3 P            |
| 2     | Grażyna Rabsztyn | POL  | 13,25    | 1. POL 2. FRG        | 8 P 3 P            |
| 3     | Doris Baum       | FRG  | 13,66    | 1. POL 2. FRG 3. NLD | 4 P 2 P 1 P        |
| 4     | Edith Oker       | FRG  | 13,72    | 1. POL 2. FRG 3. NLD | 4 P 2 P 1 P        |
| 5     | Marjan Olyslager | NLD  | 13,78    | 1. POL 2. FRG 3. NLD | 4 P 2 P 1 P        |

Datum: 12. Juni
Wind: −0,8 m/s

### 400 m Hürden
| Platz | Athletin         | Land | Zeit (s) | Länderkampfwertung   | Länderkampfwertung |
| ----- | ---------------- | ---- | -------- | -------------------- | ------------------ |
| 1     | Genowefa Błaszak | POL  | 56,39    | 1. POL 2. FRG        | 7 P 4 P            |
| 2     | Marlies Gutewort | FRG  | 58,27    | 1. POL 2. FRG        | 7 P 4 P            |
| 3     | Anna Maniecka    | POL  | 59,02    | 1. POL 2. FRG 3. NLD | 4 P 2 P 0 P        |
| 4     | Sylvia Nagel     | FRG  | 60,56    | 1. POL 2. FRG 3. NLD | 4 P 2 P 0 P        |
| DSQ   | Olga Commandeur  | NLD  |          | 1. POL 2. FRG 3. NLD | 4 P 2 P 0 P        |

Datum: 12. Juni

### 4 × 100 m Staffel
| Platz | Besetzung      | Land                                                               | Zeit (s) | Länderkampfwertung   | Länderkampfwertung |
| ----- | -------------- | ------------------------------------------------------------------ | -------- | -------------------- | ------------------ |
| 1     | Polen          | Ilona Pakula Grażyna Rabsztyn Ewa Kasprzyk Anna Slipiko            | 44,89    | 1. POL 2. FRG        | 5 P 0 P            |
| DNF   | BR Deutschland | Monika Hirsch Ulrike Sommer Heidi-Elke Gaugel Claudia Steger       |          | 1. POL 2. FRG 2. NLD | 4 P 0 P            |
| DNF   | Niederlande    | Nelli Cooman Edith van Heezik Marjan Olyslager Lilian van den Harn |          | 1. POL 2. FRG 2. NLD | 4 P 0 P            |

Datum: 11. Juni

### 4 × 400 m Staffel
| Platz | Besetzung      | Land                                                                  | Zeit (min) | Länderkampfwertung   | Länderkampfwertung |
| ----- | -------------- | --------------------------------------------------------------------- | ---------- | -------------------- | ------------------ |
| 1     | Polen          | Beata Miedzielska Grażyna Oliszewska Wanda Stefanska Elżbieta Kapusta | 3:34,84    | 1. POL 2. FRG        | 5 P 2 P            |
| 2     | BR Deutschland | Heike Schmidt Christiane Brinkmann Elke Decker Marlies Gutewort       | 3:34,85    | 1. POL 2. FRG 3. NLD | 4 P 2 P 1 P        |
| 3     | Niederlande    | Desiree de Leeuw Liliane Mandema Olga Commandeur Ingrid Stoot         | 3:35,32    | 1. POL 2. FRG 3. NLD | 4 P 2 P 1 P        |

Datum: 12. Juni

### Hochsprung
| Platz | Athletin                    | Land | Zeit (m) | Länderkampfwertung   | Länderkampfwertung |
| ----- | --------------------------- | ---- | -------- | -------------------- | ------------------ |
| 1     | Heike Redetzky              | FRG  | 1,83     | 1. FRG 2. POL        | 8 P 3 P            |
| 2     | Anne Heitmann               | FRG  | 1,83     | 1. FRG 2. POL        | 8 P 3 P            |
| 3     | Elżbieta Krawczuk-Trylińska | POL  | 1,75     | 1. FRG 2. POL 3. NLD | 4 P 2 P 1 P        |
| 4     | Marietta Overwater          | NLD  | 1,75     | 1. FRG 2. POL 3. NLD | 4 P 2 P 1 P        |
| 5     | Malgorzata Nowak            | POL  | 1,70     | 1. FRG 2. POL 3. NLD | 4 P 2 P 1 P        |

Datum: 11. Juni

### Weitsprung
| Platz | Athletin         | Land | Zeit (m) | Länderkampfwertung   | Länderkampfwertung |
| ----- | ---------------- | ---- | -------- | -------------------- | ------------------ |
| 1     | Anke Weigt       | FRG  | 6,58     | 1. FRG 2. POL        | 8 P 3 P            |
| 2     | Karin Hänel      | FRG  | 6,57     | 1. FRG 2. POL        | 8 P 3 P            |
| 3     | Edith van Heezik | NLD  | 6,42     | 1. FRG 2. NLD 3. POL | 4 P 2 P 1 P        |
| 4     | Anna Włodarczyk  | POL  | 6,32     | 1. FRG 2. NLD 3. POL | 4 P 2 P 1 P        |
| 5     | Malgorzata Nowak | POL  | 6,20     | 1. FRG 2. NLD 3. POL | 4 P 2 P 1 P        |

Datum: 12. Juni

### Kugelstoßen
| Platz | Athletin          | Land | Zeit (m) | Länderkampfwertung   | Länderkampfwertung |
| ----- | ----------------- | ---- | -------- | -------------------- | ------------------ |
| 1     | Claudia Losch     | FRG  | 17,38    | 1. FRG 2. POL        | 7 P 4 P            |
| 2     | Ludwika Chewińska | POL  | 16,23    | 1. FRG 2. POL        | 7 P 4 P            |
| 3     | Jutta Weide       | FRG  | 16,11    | 1. FRG 2. POL 3. NLD | 4 P 2 P 1 P        |
| 4     | Jennifer Smit     | NLD  | 14,97    | 1. FRG 2. POL 3. NLD | 4 P 2 P 1 P        |
| 5     | Danuta Gwardecka  | POL  | 14,84    | 1. FRG 2. POL 3. NLD | 4 P 2 P 1 P        |

Datum: 12. Juni

### Diskuswurf
| Platz | Athletin         | Land | Zeit (m) | Länderkampfwertung   | Länderkampfwertung |
| ----- | ---------------- | ---- | -------- | -------------------- | ------------------ |
| 1     | Ingra Manecke    | FRG  | 60,92    | 1. FRG 2. POL        | 8 P 2 P            |
| 2     | Doris Gutewort   | FRG  | 59,28    | 1. FRG 2. POL        | 8 P 2 P            |
| 3     | Ria Stalman      | NLD  | 58,80    | 1. FRG 2. NLD 3. POL | 4 P 2 P 1 P        |
| 4     | Danuta Gwardecka | POL  | 58,48    | 1. FRG 2. NLD 3. POL | 4 P 2 P 1 P        |
| 5     | Danuta Majewska  | POL  | 55,60    | 1. FRG 2. NLD 3. POL | 4 P 2 P 1 P        |

Datum: 12. Juni

### Speerwurf
| Platz | Athletin           | Land | Zeit (m) | Länderkampfwertung   | Länderkampfwertung |
| ----- | ------------------ | ---- | -------- | -------------------- | ------------------ |
| 1     | Ingrid Thyssen     | FRG  | 62,08    | 1. FRG 2. POL        | 7 P 4 P            |
| 2     | Bernadeta Blechacz | POL  | 57,64    | 1. FRG 2. POL        | 7 P 4 P            |
| 3     | Eva Helmschmidt    | FRG  | 55,70    | 1. FRG 2. POL 3. NLD | 4 P 2 P 1 P        |
| 4     | Maria Jabłońska    | POL  | 53,52    | 1. FRG 2. POL 3. NLD | 4 P 2 P 1 P        |
| 5     | Lida Berkhout      | NLD  | 50,60    | 1. FRG 2. POL 3. NLD | 4 P 2 P 1 P        |

Datum: 11. Juni